# 383 av. J.-C.
Cette page concerne l'année 383 av. J.-C. du calendrier julien proleptique.

## Événements
- 31 juillet du calendrier romain[1] : entrée en charge à Rome de tribuns militaires à pouvoir consulaire : Lucius Valerius, Aulus Manlius Capitolinus, Servius Sulpicius, Lucius Lucretius, Lucius Aemilius, Marcus Trebonius. Défection de la cité latine de Lanuvium[2]. La guerre contre Velletri est votée par les tribus en dépit de l'opposition des tribuns de la plèbe mais la peste empêche l'armée de partir en campagne[1].

- 23 décembre : éclipse lunaire observée à Babylone[3].
- Reprise de la guerre entre Carthage et Syracuse (v. 383/382 av. J.-C.)[4].  Denys, d’abord victorieux (377 av. J.-C.), impose l’évacuation de la Sicile par les Carthaginois. Après un grave revers en 376 av. J.-C., Denys devra reconnaître la domination carthaginoise, Carthage acquérant Sélinonte. La frontière est fixée sur le fleuve Halykos (v. 375 av. J.-C.).
- Le roi illyrien Bardylis envahit la Macédoine. Amyntas III fait appel à la Confédération chalcidienne pour le chasser. Les Chalcidiens veulent garder pour eux une partie du territoire « libéré », et Amyntas ne récupère son royaume que grâce à l’intervention de Sparte[5].
- Deuxième concile bouddhique, à Vaisali[6] (ou 367 av. J.-C.).